# Julius Klinger
Julius Klinger (geboren 22. Mai 1876 in Dornbach, Österreich-Ungarn; ermordet 9. Juni 1942 im Vernichtungslager Maly Trostinez) war ein österreichischer Maler jüdischer Abstammung, Zeichner, Illustrator, Gebrauchsgrafiker, Typograph und Schriftsteller. Klinger wurde ein Opfer des Holocaust.

## Erste Arbeiten in Wien und München
Klinger studierte am Technologischen Gewerbemuseum in Wien.
Er bekam 1895 seine erste Stellung beim Wiener Modemagazin Wiener Mode. Hier lernte er seinen späteren Lehrer Koloman Moser kennen und wurde von diesem an die Meggendorfer Blätter empfohlen. 1896 siedelte er nach München um und war von 1897 bis 1902 auch Mitarbeiter bei der Wochenschrift Jugend.

## Die Berliner Zeit

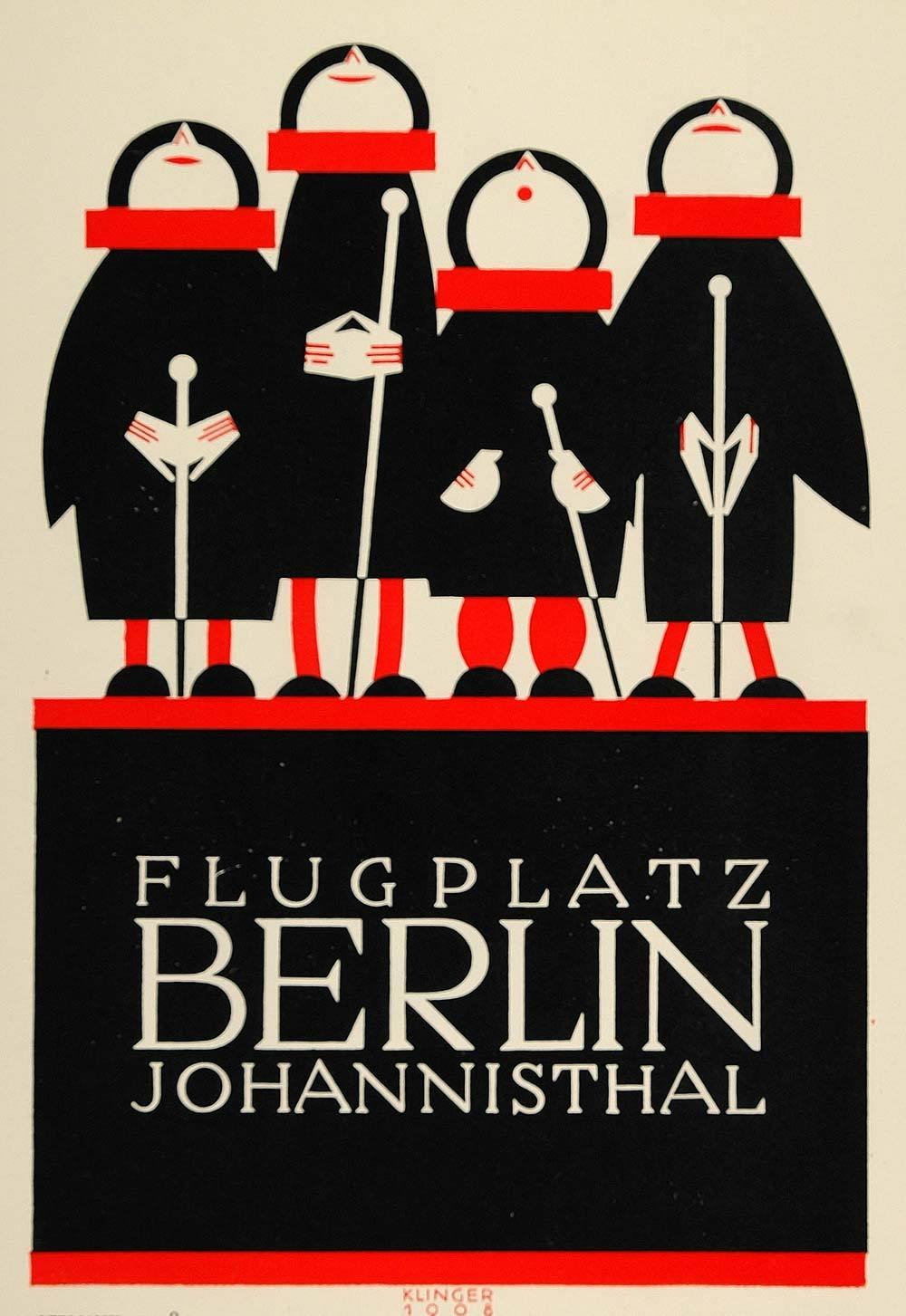
Klinger 1908

1897 zog er nach Berlin, wo er bis 1915 eine rege Tätigkeit als Gebrauchsgraphiker und Buchillustrator entfaltete.
Von seinen buchkünstlerischen Arbeiten sind zu nennen das 1904 erschienene Heft Die Kunst im Leben des Kindes. Ein Wort zur Abwehr gegen den „Struwwelpeter“ und zur Reform des Hampelmanns, herausgegeben von den Bösen Buben, das er im Verlag Harmonie mit Texten Rudolf Bernauers herausbrachte; zehn Farblithographien im Plakatstil und zahlreiche Schwarzweißzeichnungen illustrieren kongenial Bernauers kabarettistische Zeitkritik. Im gleichen Verlag und in Koproduktion mit demselben Autor erschien 1907 ein Band mit dem Titel Lieder eines bösen Buben. Hier zeigte Klinger zum ersten Mal seine perfekte Schwarzweiß-Technik, mit der er vor allem erotische Themen aus der Literatur (z. B. Salome) behandelte. Die Kunstzeitschrift Deutsche Kunst und Dekoration wurde im gleichen Jahr auf ihn aufmerksam und widmete ihm im Januar-Heft 1908 einen Artikel, der ihn ausführlich charakterisiert. Beigegeben sind dem Artikel sieben Schwarzweiß-Lithographien. Auf Klingers stilistische Verwandtschaft mit Künstlern wie Aubrey Beardsley, Gustav Klimt oder Constantin Somoff wird zu Recht hingewiesen. Einen absoluten Höhepunkt in der Geschichte der Buchillustration des Art nouveau erreicht Klinger im Jahr 1909 durch einen Privatdruck im Folioformat, der eine deutsche Übersetzung des pornographischen Schauspiels Sodom, das dem Earl of Rochester zugeschrieben wird, zum Inhalt hat. Dem bildhaft gestalteten Titel und den 13 Schwarzweißtafeln des Buches folgen am Ende zwei Farblithographien. Im Gegensatz zum einigermaßen simplen, fäkal-erotischen Inhalt des Stücks zeichnet Klinger hier zwar unverhohlen pornographische Bilder, erfüllt sie aber mit originellem Witz und großem Einfallsreichtum. Der Druck erschien ohne Angabe eines Verlegers oder Druckers als „Privatdruck Leipzig 1909“ in 350 Exemplaren – mit der Versicherung „niemals einen Neudruck zu veranstalten oder veranstalten zu lassen.“
Zusammen mit der Druckerei Hollerbaum und Schmidt entwickelte Klinger eine neue Art der funktionellen Plakatgestaltung und wurde damit bald international bekannt. 1912 entwarf er das Plakat für den Flugtag Rund um Berlin in Johannisthal. In Berlin arbeitete er auch für Das kleine Witzblatt, die Lustigen Blätter und Das Narrenschiff.
1911 wurde er als Lehrer an die Fachwerkstatt für Plakatkunst der Schule Reimann, die von Albert Reimann 1902 gegründet worden war, berufen und lehrte dort bis Ende 1914, 1913 wurde er künstlerischer Leiter der Höheren Fachschule für Dekorationskunst, die der Schule Reimann angegliedert war. Seit 1912 war er Mitglied des Deutschen Werkbundes. 1913 gründet er mit dem Architekten Ernst Friedmann den Verband Künstlerischer Schaufensterdekorateure. Seit 1914 war er Ehrenmitglied des Vereins der Plakatfreunde e. V.
Zu Klingers Schülern in Berlin zählte unter anderem Lucian Zabel.

## Rückkehr nach Wien
Nach dem Krieg eröffnet er in der Wiener Schellinggasse ein Atelier für Gebrauchsgraphik und hält dort auch Kurse für moderne Gebrauchsgraphik ab. Am 19. Juni 1919 verlässt er den Verein der Plakatfreunde. 1923 folgt, gemeinsam mit der von ihm mitbegründeten Wiener Gruppe, die Herausgabe des Musterbuches Poster Art in Vienna, dies wurde auch in den USA publiziert. Klinger schrieb gelegentlich unter dem Pseudonym „Dr. Wiles-Worris“, lautsprachlich als „weil's woah is“ zu verstehen.
Zu den „Göttern“ der Wiener Gruppe, zu der auch Rolf Frey, Wilhelm Wilrab und Hermann Kosel zählten, wurden Charles Martin, Karl Kraus und Charlie Chaplin auserkoren – der Pariser Charles Martin, weil er „durch seine zartfühlende Linie die amerikanischen Modewelt beeinflusste“, Kraus, „weil er auf ewige Zeiten die Wahrheit über unsere Tage für die nächsten Generationen niedergeschrieben hat“, und „Chaplin, weil er von Hollywood aus selbst die ernsten Chinesen zum Lachen brachte“.
Mit Ernst Ludwig Franke gestaltete Klinger 1918 eines der modernsten Plakate zur achten österreichischen Kriegsanleihe. Ein wichtiger Auftrag, mit zunehmender Dauer des Krieges wurden die Werbebemühungen für den Verkauf der Anleihen immer größer. Weiterhin gestaltet er in Wien Schutzmarken, Briefpapiere, Inserate, Buchillustrationen und Schriften. Seine Arbeiten dieser Periode sind von besonderer Einfachheit und geometrischer Klarheit.
Für den renommierten Buch- und Kunstverlag Gerlach & Wiedling arbeitete Klinger ebenso wie unter anderem Carl Otto Czeschka, Carl Moser, Heinrich Lefler, Gustav Klimt oder Franz von Stuck.
Für die seinerzeit sehr bekannte, später „arisierte“, Verlags-, Sortiments- und Kommissions-Buchhandlung Moritz Perles entwarf Klinger das Ladenschild in der Seilergasse – den markanten, überdimensionierten „Bücherwurm“ – und mehrere Verlagssignets.

## Werbekampagne für die FirmaTabu

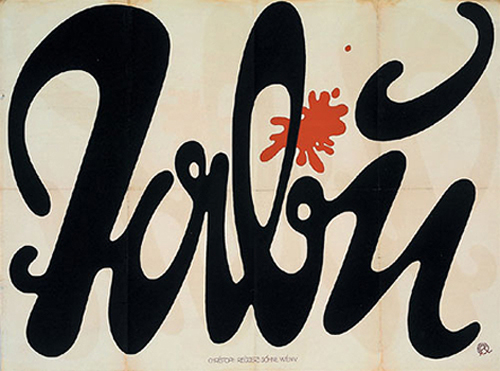
Werbung (1919)

Klinger gestaltete ab 1918 eine große Werbekampagne für die Firma Tabu, sie galt einem Zigarettenpapier, das 1918/19 in Wien flächendeckend beworben wurde. Klinger entwarf eine Werbelinie, die vom kleinformatigen Inserat in der Tageszeitung bis zur Großflächenwerbung auf Brandmauern reichte und setzte auch Bauzäune und winterfeste Brunnenverschalungen als Werbeflächen ein.
Von den Plakaten der Kampagne sind einige Sujets erhalten, z. B. eine Stadtansicht mit einem historischen Stadtkern, der von einem Wolkenkratzer mit der Aufschrift „Tabu“ überragt wird, oder eine mit der Aufschrift „Tabu“ versehene Kelle.

## Reise in die USA
Nachdem Klinger im Dezember 1928 von General Motors und der Mac Manus Inc. zu einer Reise in die bis dahin von Grafikern und Werbefachleuten idealisierten USA eingeladen wurde, erfolgte eine gewisse Ernüchterung – lediglich skeptisch und gründlich reflektiert konnten sie als Vorbild dienen.
Von 1929 bis 1931 übernahm er eine Lehrtätigkeit an der Kunstgewerbe- und Handwerkerschule Magdeburg.

## Verfolgung durch den Nationalsozialismus

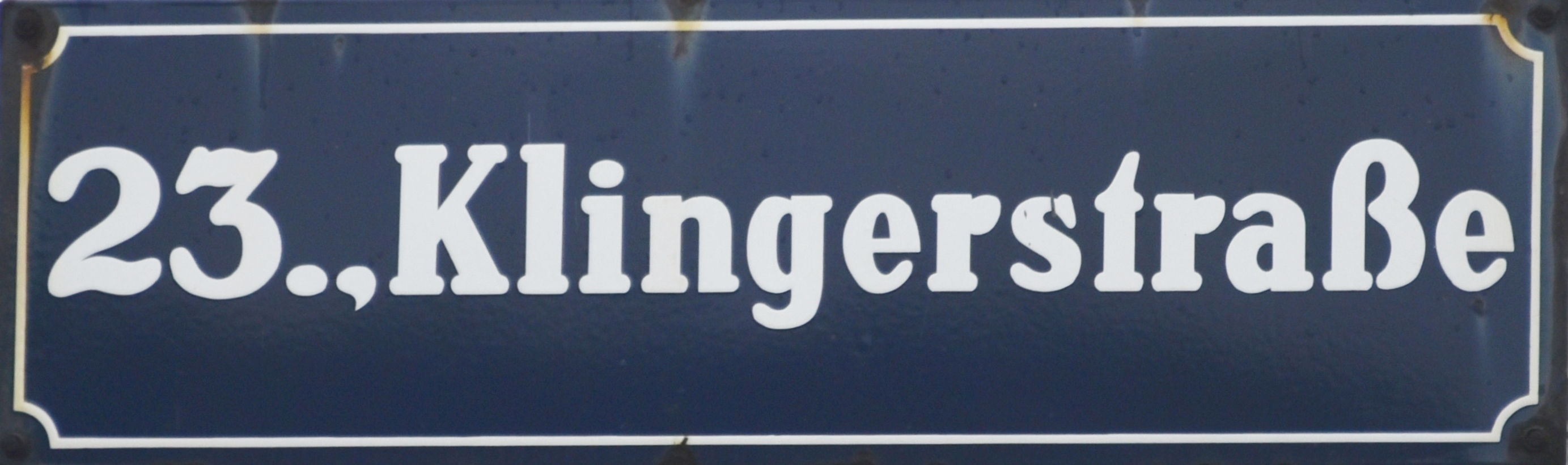
Straßenschild der Klingerstraße in Wien-Liesing

Klinger wurde wegen seiner jüdischen Abstammung von den Nationalsozialisten verfolgt. Am 2. Juni 1942 wurden er und seine Frau Emilie, Tochter des Klavierhändlers Bernhard Kohn, laut Polizeiregister, worin beide gemäß der Namensänderungsverordnung als Julius Israel bzw. Emilie Sara geführt wurden, nach Minsk „abgemeldet“, d. h. deportiert; am 9. Juni 1942 wurden sie im Vernichtungslager Maly Trostinez ermordet.
Das letzte bekannte Plakat entwarf der Künstler 1938 für die Ankerbrot-Werke. Diese wurden 1938 „arisiert“, nach 1945 erfolgte die Rückgabe an die früheren Eigentümer.
1982 wurde die Klingerstraße in Wien-Liesing nach ihm benannt.

## Kunstgeschichtliche Würdigung
Klinger war vor dem Ersten Weltkrieg einer der prägendsten Künstler deutschen Plakatschaffens und nach 1916 einer der wichtigsten Erneuerer der österreichischen Plakatkunst. Heute weitgehend vergessen, waren seine Plakatmotive wie etwa die zum Himmel schauenden Männchen, die auf die Johannisthaler Flugwoche verweisen, oder die fünf Kakteenfiguren, die für die Druckerei Hollerbaum und Schmidt werben, seinerzeit sehr bekannt.
Im Spannungsfeld der nüchtern-sachlichen Auffassung von Reklamekunst nach Lucian Bernhard und dem illustrativen Figurenplakat, das mit dem den Kunden ansprechenden Gegenüber wirbt, wie es bei Ludwig Hohlwein zu finden ist, fand Julius Klinger zu einer sehr eigenständigen Sprache. Er folgte zwar der klaren Werbeabsicht und dem einfachen Flächenstil Bernhards, verstand es aber, den Plakaten die Schlagkraft eines Witzes zu verleihen. Ideenreichtum, Eleganz, Esprit mit künstlerischer Disziplin und pointierte Ausdruckskraft sind kennzeichnend für Klingers Begabung. Schlichte Würde, Redlichkeit der graphischen Fläche und die radikale Sparsamkeit der verwendeten Mittel geben seinen Plakaten eine zeitlose Modernität und machten ihn schnell zu einem der populärsten Berliner Plakatkünstlern. Besonders hervorzuheben sind seine ersten Arbeiten für die Zigarettenfabrik Manoli in Berlin. Er war 1911 vor Lucian Bernhard, Hans Rudi Erdt und Ernst Deutsch der Grafiker, der die ersten Impulse aus dem Deutschen Werkbund zu Manoli brachte.
Als Funktionalist brachte Klinger, der Privatschüler Kolo Mosers war und sich mit Adolf Loos gegen „jede Form, die nicht Gedanke ist“ wandte, seine Philosophie gegen die reine Dekoration auch als Lehrender unter die an dem neuen Medium Interessierten.
Klinger forderte auch die Modernisierung der Künste – der Maler solle sich als „Diener der photomechanischen Reproduktion“ definieren, und als Gegenstand der reinen Kunst seiner Zeit sah er Wolkenkratzer, Ozeanriesen und den Zeppelin an.
Das Plakat war Anfang des neunzehnten Jahrhunderts eine junge Kunstform, die im Gegensatz zu anderen Disziplinen auf keine wirkliche Tradition zurückblicken konnte. Klinger hielt es deswegen für notwendig, dass sich die Künstler selbst aktiv am kunsttheoretischen Diskurs beteiligten. Er tat dies durch zahlreiche Vorträge und Publikationen, etwa die Mitteilungen des Vereins für Plakatfreunde, in denen er eine eindeutige Trennung zwischen Plakat und Malerei fordert: „Zwischen einem Staffeleibild und einem Plakat können und dürfen keinerlei Beziehungen stehen.“ Er bezeichnete die Malerei auch als „farbige Entartung der Zeichnung“ und zeigt somit als Vorreiter, wie weit es diese Form der Kunst für ihn gebracht hatte.
Mit Poster Art in Vienna dem Musterbuch der sachlichen Graphik stellten sich Klinger und seine ebenfalls vorgestellten Gesinnungsgenossen vor allem dem amerikanischen und englischen Markt vor. Horst Herbert Kossatz schreibt in Ornamentale Plakatkunst: „Klinger und die ihm befreundeten Künstler schufen Werbesymbole statt Plakatmalereien ... ihre Auffassung hat sich durchgesetzt, aus dem Plakatkünstler des Jugendstils wurde der Werbefachmann.“
Gelegentlich polemisierte Klinger kritisch gegen manches künstlerische Ereignis. 1928 schreibt er über ein von den Architekten Frank und Walch gestaltetes Damenzimmer, das „Wesen, für welches die beiden Raumpoeten dies Interieur erdichtet haben“ könne nur eine „Funsen!“ sein, und die von Berthold Löffler entworfene Zehnschilling-Note ist für ihn einen „missfarbiger Bastard“ – bestenfalls ein von „allen Grazien verlassenen Fälscher“ würde sie kopieren wollen.
Die Sammlung Plakat- und Reklamekunst der Kunstbibliothek der Staatlichen Museen zu Berlin – Stiftung Preußischer Kulturbesitz besitzt über 180 Plakate, gebrauchsgraphische Arbeiten, zahlreiche Zeichnungen und Entwürfe aus den Jahren 1896 bis 1933.
22 Plakate Klingers verzeichnet die Österreichische Nationalbibliothek.